# Jean-Paul Lakafia
Pour les articles homonymes, voir Lakafia.
Jean-Paul Lakafia (né le 29 juin 1961 à Nouméa) est un athlète français, spécialiste du lancer du javelot. Il est le père des joueurs de rugby Raphaël et Pierre-Gilles Lakafia.

## Biographie
Il remporte deux titres de champion de France du lancer du javelot en 1983 et 1984.
Il participe aux Jeux olympiques de 1984, à Los Angeles, et se classe douzième de la finale (70,86 m). Il s'adjuge par ailleurs la médaille de bronze des Universiades d'été de 1985, et remporte en 1989 les Jeux de la Francophonie.
Il améliore à deux reprises le record de France du lancer du javelot, le portant à 83,56 m en 1980 et à 84,74 m en 1983.

### Palmarès
- Championnats de France d'athlétisme :
  - 2 fois vainqueur du lancer du javelot en 1983 et 1984.

### Records
| Épreuve           | Performance | Lieu | Date |
| ----------------- | ----------- | ---- | ---- |
| Lancer du javelot | 86,60 m     |      | 1985 |